# Résidu (analyse complexe)
Pour les articles homonymes, voir Résidu.
En analyse complexe, le résidu est un nombre complexe qui décrit le comportement de l'intégrale curviligne d'une fonction holomorphe aux alentours d'une singularité. Les résidus se calculent assez facilement et, une fois connus, permettent de calculer des intégrales curvilignes plus compliquées grâce au théorème des résidus.
Le terme résidu vient de Cauchy dans ses Exercices de mathématiques publié en 1826.

## Définition et propriétés
Soit {\displaystyle D\subseteq \mathbb {C} } un ouvert de {\displaystyle \mathbb {C} }, {\displaystyle D_{f}} un ensemble dans D de points isolés et {\displaystyle f:D\smallsetminus D_{f}\to \mathbb {C} } une fonction holomorphe. Pour chaque point {\displaystyle a\in D_{f}}, il existe un voisinage de a noté {\displaystyle U=U_{r}(a)\smallsetminus \{a\}\subset D} relativement compact dans D, tel que {\displaystyle f|_{U}} est holomorphe. La fonction f possède dans ce cas un développement de Laurent sur U :
On définit alors le résidu de f en a par :
Le résidu d'une fonction holomorphe f en un point singulier a (pôle ou point singulier essentiel) est donc a-1, c'est-à-dire le coefficient de {\displaystyle 1/(z-a)} dans le développement de Laurent de la fonction au voisinage de a.
Le résidu est {\displaystyle \mathbb {C} }-linéaire, c’est-à-dire que pour {\displaystyle \lambda ,\mu \in \mathbb {C} } on a : {\displaystyle \mathrm {Res} _{a}(\lambda f+\mu g)=\lambda \mathrm {Res} _{a}f+\mu \mathrm {Res} _{a}g}.

## Méthodes de calcul
On calcule les résidus traditionnellement de deux manières :
- soit à partir du développement de Laurent au voisinage de a ;
- soit en utilisant la formule générale suivante, si f possède en a un pôle d'ordre n :

Pour deux fonctions f et g à valeurs dans {\displaystyle \mathbb {C} }, on a également les relations suivantes :
- Si f a en a un pôle d'ordre 1 : {\displaystyle \operatorname {Res} _{a}f=\lim \limits _{z\rightarrow a}(z-a)f(z)} ;
- Si f a en a un pôle d'ordre 1 et si g est holomorphe en a : {\displaystyle \mathrm {Res} _{a}gf=g(a)\mathrm {Res} _{a}f} ;
- Si f a en a un zéro d'ordre 1 : {\displaystyle \operatorname {Res} _{a}{\tfrac {1}{f}}={\tfrac {1}{f'(a)}}} ;
- Si f a en a un zéro d'ordre 1 et si g est holomorphe en a : {\displaystyle \operatorname {Res} _{a}{\tfrac {g}{f}}={\tfrac {g(a)}{f'(a)}}} ;
- Si f a en a un zéro d'ordre n : {\displaystyle \operatorname {Res} _{a}{\tfrac {f'}{f}}=n} ;
- Si f a en a un zéro d'ordre n et si g est holomorphe en a : {\displaystyle \operatorname {Res} _{a}g{\tfrac {f'}{f}}=g(a)n} .

## Exemples
- {\displaystyle \mathrm {Res} _{a}f=0} quand f est holomorphe en a.
- Soit {\displaystyle f(z)={\tfrac {1}{z}}}. f a en 0 un pôle d'ordre 1, et {\displaystyle \mathrm {Res} _{0}f=1}.
- {\displaystyle f(z)={\tfrac {\cos(z)}{z}}={\tfrac {1}{z}}-{\tfrac {z}{2!}}+{\tfrac {z^{3}}{4!}}-\cdots } au voisinage de 0. Le résidu vaut donc 1.
- {\displaystyle \operatorname {Res} _{1}{\tfrac {z}{z^{2}-1}}={\tfrac {1}{2}}}, comme on le voit immédiatement avec la linéarité et la règle de dérivation logarithmique, puisque {\displaystyle z\mapsto z^{2}-1} a en 1 un zéro d'ordre 1.
- La fonction gamma a en -n pour tout {\displaystyle n\in \mathbb {N} } un pôle d'ordre 1, et le résidu vaut {\displaystyle \operatorname {Res} _{-n}\Gamma ={\tfrac {(-1)^{n}}{n!}}}.

## Théorème des résidus
Soit f une fonction holomorphe sur {\displaystyle \Omega }, un ouvert étoilé ou plus généralement simplement connexe, sauf peut-être présentant des singularités isolées aux points de l'ensemble {\displaystyle S\subset \Omega }. Alors si {\displaystyle \gamma } est un lacet tracé dans {\displaystyle \Omega } et ne rencontrant pas S, on a :
où {\displaystyle \mathrm {Ind} _{\gamma }(z)} est l'indice du chemin {\displaystyle \gamma } au point z.